# Adonxs
Adam Pavlovčin (Myjava, 13 september 1995), beter bekend als Adonxs, is een Slowaaks zanger, danser en model.

## Biografie
Adonxs werd bekend in Slowakije en Tsjechië door in 2021 de lokale versie van de talentenjacht Idols te winnen.
In december 2024 werd hij door de Tsjechische openbare omroep intern geselecteerd om Tsjechië te vertegenwoordigen met het nummer Kiss Kiss GoodBye op het Eurovisiesongfestival 2025 in het Zwitserse Bazel.
2007: Kabát · 
2008: Tereza Kerndlová · 
2009: Gipsy.cz · 
2015: Marta Jandová & Václav Noid Bárta · 
2016: Gabriela Gunčíková · 
2017: Martina Bárta · 
2018: Mikolas Josef · 
2019: Lake Malawi · 
2021: Benny Cristo · 
2022: We Are Domi · 
2023: Vesna · 
2024: Aiko · 
2025: Adonxs